# 宅妖
宅妖，也叫做宅鬼，是中国传说里指会在人的家里面出现的妖怪。常用自己的能力让住宅不安宁，会在家里做各种恶作剧。

## 聊斋志异
在《聊斋志异》的《宅妖》一篇讲到李大司寇的侄子长山县李公，因为以前没见过这种肉红色且非常细润的长板凳，所以走近摸了下。没想到板凳被摸就随手弯曲起来，和肉一样软。
同篇另说是长三寸的小人。

## 續濟公傳
續濟公傳也有登场宅妖

## 搜神记
《搜神记》卷十八也有何文除宅妖的故事

## 點石齋畫報
《點石齋畫報》的《忠》也有宅妖一篇讲述豪宅中的宅妖,先以異象示警,繼取新婚少婦的性命。

## 参看
- 中国妖怪列表
- 赖家妖怪
- 家鳴（日语：家鳴）
- 骚灵现象
- 鬼压床